# 1173.
◄ | 11. stoljeće | 12. stoljeće | 13. stoljeće | ►
◄ | 1140-ih | 1150-ih | 1160-ih | 1170-ih | 1180-ih | 1190-ih | 1200-ih | ►
◄◄ | ◄ | 1170. | 1171. | 1172. | 1173. | 1174. | 1175. | 1176. | ► | ►►
Arhitektura • Astronomija • Knjige • Književnost • Kršćanstvo • Medicina • Pravo • Promet • Znanost

## Događaji
- Početak izgradnje Kosog tornja u Pisi

## Vanjske poveznice
|  | Zajednički poslužitelj ima još gradiva o temi 1173. |